# Jewsiej Braunstein
Jewsiej Pietrowicz Braunstein (ros. Евсей  Петрович Браунштейн, ur. 1864, zm. 1926) – rosyjski lekarz okulista, profesor Uniwersytetu Charkowskiego, brat pediatry Arkadija Braunsteina, ojciec biochemika Aleksandra Braunsteina i okulisty Nikołaja Braunsteina.

## Wybrane prace
- Zur Lehre von der Innervation der Pupillenbewegung, 1894
- Zur Lehre von den kurzdauernden Lichtreizen der Netzhaut, 1923
- Augenaffektionen bei Erkrankungen der Hypophyse, 1925